# St. Elisabeth (Letzendorf)

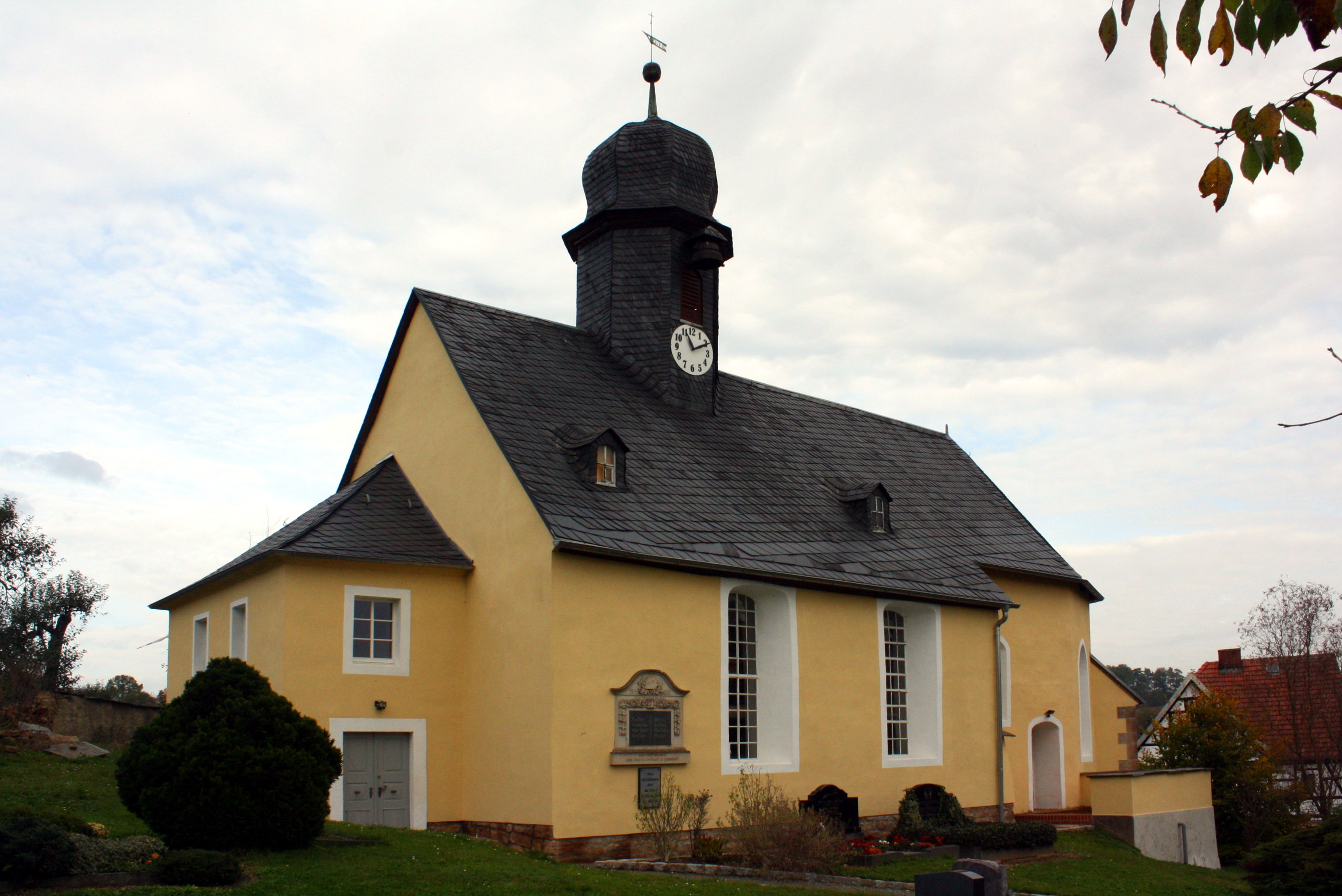
St. Elisabeth

Die evangelische Dorfkirche St. Elisabeth steht in der Siedlung Letzendorf der Gemeinde Endschütz im Landkreis Greiz in Thüringen. Sie gehört zur Kirchengemeinde Wünschendorf im Kirchenkreis Gera der Evangelischen Kirche in Mitteldeutschland.

## Geschichte
Die Saalkirche hat einen spätgotischen kreuzrippengewölbten Chor aus einem querrechteckigen Chorjoch und vierseitig gebrochenem Ostabschluss. Der Dachreiter ist mit einer Zwiebelhaube versehen. An der Chorsüdseite befindet sich die Sakristei. Im Westen steht die Vorhalle.

## Innenraum
Dreiseitige Emporen und das Kirchengestühl füllen den Raum mit einem freistehenden Kanzelaltar und farbigen Schnitzfiguren aus dem 18. Jahrhundert. Heiligenfiguren am Korb schmücken den Raum. Der Schalldeckel befindet sich auf schlanken korinthischen Säulen mit der Monogrammkartusche, die von Engeln gehalten wird.